# スピアフィッシュ (魚雷)
スピアフィッシュ（Spearfish、制式分類7525）は、BAEシステムズ・アンダーウォーター・システムズ社（BAE Systems Underwater Systems）が開発した誘導魚雷。イギリス海軍の潜水艦において運用されている。有線誘導と音響誘導を備える。対潜水艦戦と対水上艦戦の両方に対応できる能力を有する。Spearfishとは魚のカジキマグロ（フウライカジキ）の意味である。

## 概要
大型の音響誘導魚雷であり、対潜および対水上艦用に運用されている。開発の動機が2004年に退役した信頼性が低かったタイガーフィッシュ魚雷を置き換える事であり、深深度性能および高速性能の向上したアルファ型原子力潜水艦のようなソビエト潜水艦に対抗するために冷戦後期の1980年代に開発された。1983年よりマルコーニ・アンダーウォーター・システム（Marconi Underwater Systems、現・BAEシステムズ）にて本格開発が開始された。生産開始は1988年であり、2003年まで生産が続けられた。1992年よりイギリス海軍で運用されているが、生産数は明らかにされていない。
2014年2月、改良型のスピアフィッシュ mod1の開発プログラムがBAEシステムズに発注された。2021年に実射試験に成功、2021年5月21日に初期運用能力（IOC）を獲得した。イギリス海軍では2060年まで運用される予定である。

## 設計
機関はオットー燃料IIと酸化剤としてヒドロキシルアンモニウムパークロレートを使用するハミルトン・サンダーストランド 21TP04 ガスタービンを用いた開サイクルであり、ポンプジェット駆動である。最大速力は最短射程では80ktにも達するが、長射程では55ktを用いる。弾頭は潜水艦の二重船殻を撃破するために成形炸薬弾頭となっている。
攻撃中の自動標的認識能力を持つ。敵味方を識別し、デコイを見破る目的でマイクロプロセッサーを搭載する。魚雷は強力な弾頭を持ち着発信管(潜水艦の船殻を破壊)または近接信管(船底で爆発時)を持つ。

## 配備
1988年から生産が本格化し2003年に完了した。

## 要目
- 全長：7m
- 直径：533mm（21in）
- 重量：1,850kg
- 弾頭重量：300kg
- 射程：54km（低速時）、23km（高速時）
- 誘導方式：音響誘導（有線誘導可）